# Ouvert tout l'été
Albums de Sadek
Aimons-nous vivants
(2021) Nique le casino 2
(2023)
Ouvert tout l'été est le septième album de Sadek sorti le 16 juin 2023.
Il s'agit d'un double album.
Une réédition de l'album est sorti le 18 août 2023 avec 5 titres inédits.

## Liste des pistes
| 1.  | Intro Jour              | 1:25 |
| 2.  | Poulailler              | 2:41 |
| 3.  | TP (avec Ninho)         | 2:58 |
| 4.  | Tata                    | 2:42 |
| 5.  | Boulot (avec Biga Ranx) | 2:12 |
| 6.  | Koalas                  | 2:55 |
| 7.  | Soumawe (avec Marella)  | 2:07 |
| 8.  | Mon pied, ton pied      | 2:32 |
| 9.  | Canada                  | 2:42 |
| 10. | Sans toi                | 2:46 |

| 11. | Intro Nuit                 | 1:10 |
| 12. | Qui dit mieux ?            | 3:16 |
| 13. | Le zin                     | 3:17 |
| 14. | Les traîtres               | 2:28 |
| 15. | Talk a Lot (avec thaHomey) | 2:39 |
| 16. | Drip                       | 2:52 |
| 17. | Sac à dos (avec Kai du M)  | 2:38 |
| 18. | Plug (avec Nordo)          | 2:53 |
| 19. | Uber                       | 2:34 |
| 20. | Tendrement                 | 3:15 |

| 1. | Maybach           | 1:40 |
| 2. | Pas d'âme         | 3:01 |
| 3. | Pour toi          | 2:36 |
| 4. | Buzz              | 2:49 |
| 5. | Le prix de demain | 3:23 |

## Clips vidéos
- Le zin : 12 mai 2023
- Plug (avec Nordo) : 9 juin 2023
- Poulailler : 16 juin 2023
- Sac à dos (avec Kai du M) : 5 juillet 2023

## Accueil commercial
L'album s'écoule à 4 995 exemplaires la semaine de sa sortie.